# Чарлз Мак-Калістер
Чарлз Мак-Калістер (англ. Charles McCallister, 14 жовтня 1903 — 22 жовтня 1997) — американський ватерполіст.
Бронзовий призер Олімпійських Ігор 1932 року, учасник 1936 року.